# تاکاشی ایزوکا (طراح بازی)
تاکاشی ایزوکا (انگلیسی: Takashi Iizuka؛ زادهٔ ۱۶ مارس ۱۹۷۰) کارگردان، تهیه‌کننده، طراح و فیلمنامه‌نویس بازی‌های ویدئویی ژاپنی است. از سال ۲۰۰۸ ایزوکا معاون توسعه محصولات سری سونیک خارپشت در سگا و همچنین رئیس سونیک تیم بوده‌است.